# The Smoke
Pour les articles homonymes, voir Smoke.
The Smoke était un groupe anglais de beat originaire de York. Leur plus grand succès fut « My Friend Jack » (Seconde place au classement allemand et quarante-cinquième au classement britannique). Les membres du groupe étaient Mick Rowley (chant), Mal Luker (guitare), Zeke Lund (basse) et Geoff Bill (batterie) ». Presque toutes les chansons sont signées Rowley, Gill, Luker, Lund.

## Histoire
Le groupe, initialement composé de Geoff Gill, Malcolm Luker, Mick Rowley, John "Zeke" Lund et Phil Peacock, prend d'abord pour nom The Shots, et est découvert dans leur région du Yorkshire en 1965 par un riche homme d'affaires, Alan Brush. Ce dernier, intéressé par une percée dans le domaine de l'industrie musicale, les prend sous son aile et leur décroche un contrat chez Columbia Records. La même année sort leur premier single "Keep Hold Of What You've Got" / "She's a liar", qui ne rencontre pas le succès escompté, ce qui provoque le désinvestissement immédiat du millionnaire, et le départ de Peacock.
Les membres restants rencontrent ensuite le producteur Monty Batson, changeant par ailleurs leur nom en The Smoke. Ils réalisent alors le single "My Friend Jack" qui, lui, rencontre un grand succès, malgré sa proscription des ondes anglaises à cause d'un vers jugé évocateur du LSD. Le disque marche particulièrement en Allemagne, où il reste classé 16 semaines, et atteint la deuxième place des ventes. Leur succès fut tel dans ce pays qu'il est d'ailleurs le seul à avoir sorti leur unique LP "It's smoke time".
Le groupe ne réédite pas le succès de "My Friend Jack", et quitte Columbia en 1967, pour signer chez Island Records, dirigés par Chris Blackwell.
Parallèlement, le groupe entame une autre carrière sous un autre nom, Chords Five, les disques postérieurs sortant tantôt sous un nom, tantôt sous l'autre, mais toutes les sorties qui suivront échoueront à rentrer dans les Charts. Au bout du compte, les musiciens acceptèrent d'être musiciens résidents chez Morgan Studios. Ils réalisèrent alors quelques titres durant la première partie des années 1970 avec différents musiciens invités, sans plus retrouver le succès des débuts.
Seul Geoff Gill retrouva une forme de prospérité dans l'industrie musicale, en devenant auteur-compositeur et producteur, et en travaillant notamment pour Boney M., qui fit d'ailleurs une reprise de "My Friend Jack", couronnée de succès en avril 1980 (classée no 57).

## Discographie

### Album
- 1967: "It's Smoke Time" (Metronome, Allemagne uniquement)

### Singles
en tant que The Shots
- 1965: Keep A Hold Of What You've Got / She's A Liar
- 1965: There She Goes / Walk Right Out The Door

en tant que The Smoke
- 1967: My Friend Jack / We Can Take It
- 1967: High In A Room / If The Wheater's Sunny
- 1967: If The Weather's Sunny / I Would If I Could, But I Can't
- 1967: Victor Henry's Cool Book / Have Some More Tea
- 1967: It Could Be Wonderful / Have Some More Tea
- 1968: Utterly Simple / Sydney Gill
- 1968: Sydney Gill / It Could Be Wonderful
- 1970: Dreams Of Dreams / My Birth
- 1971: Ride, Ride, Ride / Guy Fawkes
- 1972: Sugar Man / That's What I Want
- 1972: Jack Is Back / That's What I Want
- 1974: Shagalagalu / Gimme Good Loving
- 1974: My Lullaby / Looking High
- 1976: My Friend Jack, (version de 1976) / Lady

```
Reformation en 1997 pour un album 7 titres intitulé SMOKE THIS (En vente sur AMAZON )
```